# وزارة ياسين الهاشمي الأولى
وزارة ياسين الهاشمي الأولى أو الوزارة الهاشمية الأولى هي حكومة عراقية تأسست في 2 آب 1924 خلفا لوزارة جعفر العسكري الأولى التي استقالت في اليوم ذاته. استمرت الوزارة حتى يوم 26 حزيران 1925.
شغل ياسين الهاشمي مناصب مختلفة سابقة لهذه الوزارة مثل منصب وزير الإشغال والمواصلات في وزارة عبد المحسن السعدون الأولى.

## تشكيلة الوزارة
- رئيس مجلس الوزراء ووزير الدفاع بالوكالة: ياسين الهاشمي، وكذلك وزيرا للخارجية.[1][2]
- وزير الداخلية: عبد المحسن السعدون
- وزير المالية: ساسون حسقيل
- وزير الأوقاف: إبراهيم الحيدري
- وزير العدلية: رشيد عالي الكيلاني
- وزير الإشغال والمواصلات: مزاحم الباجه جي، شغل منصب وزير العدلية بالوكالة في نهاية فترة الوزارة[1]
- وزير المعارف: الشيخ محمد رضا الشبيبي

آخرون:
- عبد الحسين الجلبي[3]